# If Found…
If Found… — инди-игра и визуальная новелла, разработанная Dreamfeel и выпущенная Annapurna Interactive в мае 2020 года для Windows, macOS, iOS и в октябре 2020 для Nintendo Switch. Игрок наблюдает за двумя параллельными историями, стирая записи в журнале или изображения. В первой истории исследовательница в космосе по имени Кассиопея пытается предотвратить разрушение земли чёрной дырой. Вторая история рассказывает о трансгендерной девушке по имени Касио, живущей в маленькой ирландской деревне в декабре 1993 года. Она пытается наладить отношения со своей семьей и противостоит гендерному надзору. Игра чередует эти истории, объединяя их метафорически.
Разработка игры началась в 2016 году основательницей Dreamfeel Ллаурой МакГи, в конечном итоге над проектом работала небольшая команда в течение двух лет. Создавая сюжетную линию, МакГи обращалась к личному опыту, хотя это по прежнему не автобиография. Основная цель игры заключалась в том, чтобы связать эмоционально обе истории, этому способствует игровой процесс.
Критики хвалили оформление и сюжет в игре, особенно за построение эмоциональной связи с игроком через механику стирания. Игра была номинирована на премию «Наибольшее социальное влияние» на The Game Awards 2020 и как «выдающаяся игра» на GLAAD Media Awards.

## Игровой процесс
If Found… — визуальная новелла, где игрок продвигается по сценам, стирая записи журнала или изображения, используя курсор или палец в качестве ластика. В то время как игрок в некоторых сценах выбирает, в каком порядке он стирает элементы и как быстро это делает, игра проходит линейно за исключением нескольких вариантов выбора в концовке. Повествование разделено на две чередующиеся истории — научно-фантастический рассказ об исследовательнице космоса Кассиопее, которая обнаружила чёрную дыру, угрожающую уничтожить землю и история Касио, студентки из Дублина, возвращающейся в родной город на острове Акилл, Ирландии в декабре 1993 года. Обе истории продолжаются в течение четырёх недель.

### История Кассиопеи
В научно-фантастической арке учёная-астронафт по имени Кассиопея пытается найти Планету Х, но вместо этого обнаруживает чёрную дыру, которая стремительно расширяется и грозит уничтожить землю. Кассиопея изучает дыру, чтобы найти способ предотвратить катастрофу. Ей внезапно начинает помогать некто по имени «Control». Кассиопея обнаруживает, что черная дыра создает червоточины, которые можно использовать, чтобы прыгнуть на Землю перед черной дырой. «Control» же обнаруживает, что чёрная дыра была создана из-за рисунка из будущего, который посылает сигналы назад во времени. Кассиопея должна как можно быстрее вернуться на Землю, в Ирландию, где находится этот рисунок.
Добравшись до Земли, Кассиопея обнаруживает, что «Control» — обыкновенный бухгалтер, которому случайно удалось связаться с учёной. Они находят рисунок с космической сценой, когда то нарисованной Касио и кладут его в почтовый ящик, чтобы женщина, похожая на Брид, нашла его до того, как дыра достигнет Земли. После разрушения дыры, Кассиопея путешествует, чтобы объединить разрозненное сообщество.

### История Касио
Касио, трансгендерная девушка только что получила степень магистра в университете, в Дублине и возвращается в родной город на острове Акилл в декабре 1993 года. У Касио сложные отношения с семьёй — братом и матерью, все они ещё не оправились после смерти отца, также семья отказывается принимать трансгендерный переход Касио. После очередной ссоры с матерью из-за женской одежды, девушка сбегает и встречает друга Колума, он приглашает её жить в свою коммуну отщепенцев в заброшенном доме. Сам Колум — гей и живёт вместе со своим парнем Джеком. Также в доме живёт Шанс, который не соответствует представлениям о традиционной мужественности, поэтому общество Акилла не приняло его. Несмотря на тяжёлые жизненные условия, Касио счастлива, так как эти парни единственные, кто принимают её такой, какая она есть. Девушка влюбляется в Шанса и вместе они решают отправиться в дом Касио, чтобы забрать от туда её одежду и сталкиваются с братом, который заявляет, что Касио опозорила семью. Шанс предлагает сбежать вместе с Касио в Дублин, но та отказывается и Шанс покидает коммуну.
Касио снова пытается примириться с семьёй на рождественском ужине но продолжает слушать оскорбления. Она находит ночлег у подружки Мэгги. У Касио развивается нервный срыв, последней каплей стал развод с Шансом, объявившим что он хочет быть «нормальным» и роман с транс-женщиной больше не входит в его планы. Обезумевшая от горя Касио сбегает в заброшенный дом, страдая от переохлаждения. В попытке согреться она сжигает свой дневник. На следующий день девушку находит мать. Эпилог рассказывает о восстановлении отношений между Касио и матерью, Мэгги перестаёт скрывать, что она лесбиянка, а Шанс меняет имя на Анну, став небинарной личностью.

## Разработка
If Found… стала дебютным проектом ирландской студии Dreamfeel. Руководительница студии Ллаура МакГи также выступила главной сценаристкой и дизайнером. Игра была опубликована Annapurna Interactive.
Разработка игры началась в 2016 году, но в изначальной идее игра затрагивала тему «космической оперы с кошками в главных ролях». Лиад Янг начал составлять концепт-арты и они вдвоём приступили к разработке. Это была её первая командная робота, раннее разработчица работала над небольшими сольными проектами. МакГи хотела собрать небольшую команду, но имея возможность использовать их лучшие качества. Например опыт Янга в создании комиксов. Следующей идеей для игры стал «анти»-симулятор свиданий, где основное действие происходило в «академии ведьм». Тогда была предложена механика, основанная на прохождении через дневник с помощью выполнения различных задач, но МакГи с командой решили, что лучше они сначала создадут историю и уже затем будут работать над игровой механикой. В качестве идеи была взята работа с блокнотами и маргиналиями. В итоге разработка игры продолжалась два года с участием команды из 4-х, 5-ти человек не учитывая дополнительную помощь. Вся команда предлагая идеи для игры, в титрах, в конце перечислены имена из девяти человек. Разработчиками была создана демо-версия игры, которая демонстрировалась на мероприятиях. Однако завершение разработки оказалось сложной задачей. МакГи выразила благодарность Annapurna Interactive, которые решили профинансировать разработку в тому моменту, когда игра была готова на половину. Она заметила, что это в итоге позволило им создать более качественный продукт.
Когда разработчики окончательно определились с идеей игры, было решено выстроить историю, записанную с дневнике, игрок бы стирал её записи. В качестве центральной фигуры в истории была взята девушка в районе 20 лет, испытывающей трудности в отношениях. Сама МакГи — трансгендерная женщина, выросшая в прибрежной ирландской деревне в 90-е годы. При написании истории, она во многом опиралась на собственный опыт жизни в консервативной деревенской общине и тех эмоциональных травм, которые она там пережила. Научно-фантастический рассказ МакГи назвала элементом магического реализма и прямой метафорой, изображением распада внутреннего мира главной героини. Чёрная дыра в истории воплощает «физическое проявление ужаса, одиночества, стыда и ненависти к себе, с которыми она сталкивается и от которого невозможно убежать». В более ранних концепт-артах чёрная дыра развивалась бы внутри Касио и не позволяла заводить новые отношения или избавляться от старых отношений. МакГи также заметила, что If Found… задумывалась, как короткая история с продолжительностью не более двух часов. В игре изначально не было эпилога; он вместе с дополнительными сценами и иллюстрациями был добавлен во все версии игры к выпуску версии для Nintendo Switch. В своём интервью МакГи заявила, что её основная цель заключалась в том, чтобы заставить игрока проникнуться чувствами и признать, что выражение любви к людям важнее, чем полное их понимание. Игра была выпущена для платформ Windows,
macOS и iOS 19 мая 2020 года и для Nintendo Switch 22 октября 2020 года.

## Критика
| Сводный рейтинг       | Сводный рейтинг                    |
| Агрегатор             | Оценка                             |
| --------------------- | ---------------------------------- |
| Metacritic            | 84 % (PC) 88 % (iOS) 80 % (Switch) |
| Иноязычные издания    |                                    |
| Издание               | Оценка                             |
| Destructoid           | 9/10                               |
| Edge                  | 8/10                               |
| GameSpot              | 9/10                               |
| USgamer               | 4,5/5                              |
| Eurogamer Italy       | 8/10                               |
| Русскоязычные издания |                                    |
| Издание               | Оценка                             |
| PlayGround.ru         | [ 15 ]                             |

If Found… была номинирована в категорию «Наибольшее социальное влияние» на The Game Awards 2020 и «Выдающаяся игра» на GLAAD Media Awards. Раннее демо демонстрировалось на разных мероприятиях в 2016 году, получив награды за «лучший игровой дизайн» в категории «новые таланты» и награду Гран-при на Irish Design Awards в ноябре.
Критики в основном оставили положительные отзывы, похвалив его визуальное оформление и то, как игровой процесс, завязанный на стирании способствует установлению эмоциональной связи игрока с персонажами. Майкл Хайэм с сайта GameSpot похвалил «потрясающий, но минималистичный» художественный стиль. Хирун Крайер из USGamer аналогично назвал художественный стиль «блестящим», Кэмерон Болд с сайта Pocket Gamer оценил сочетание стиля и звукового дизайна, а Эллен Кози с сайта GamesRadar + аналогично заметила, как художественные работы и звуковые эффекты время от времени ее «зачаровывали». Механика стирания также была удостоена похвалы. Критик заметил, как она оригинальным образом позволяет переходить между сценами, в то время, как Николь Карпентер с сайта Polygon заметила, что стирание связывает игрока с историей Касио и заставляет решать, насколько быстро он может продвигаться вперед, в зависимости от того, какие чувства вызывает у него история. Си Джей Андриссен с сайта Destructoid призналась, что механика оказала на неё глубокое впечатление, заметив, что к сожалению она не могла изменить прошлое Касио, но должна была стереть хорошее вместе с плохим.
История также была удостоена похвалы. Андриссен с сайта Destructoid сказала, что ни одна другая игра так чутко не отражала опыт, связанный с трансгендерностью. Кози с сайта GamesRadar+ заметила, как история вызвала у неё целый вихрь эмоций, в то же время Алессандро Баравалле с сайта Eurogamer Italy признался, что история настолько тронула его, что заставила плакать. Хайэм с сайта GameSpot отдельно похвалил сюжет за «воодушевляющую приверженность ирландскому сеттингу», заявив, что использование ирландских терминов, сленга и культуры вместе со сносками, объясняющими их, дополнительно помогало понять опыт Касио. Некоторые критики остались недовольны коротким продолжением сюжета, а научно-фантастическую линию — не нужной, хотя критик Pocket Gamer считал, что чёрная дыра — метафора того, как прошлое Касио было поглощено тьмой, объединяя две сюжетные линии. Рецензент USGamer заметил, что «истинная красота игры заключается в исследовании жизни», в то время как рецензент Bald of Pocket Gamer заявил, что именно её «непреодолимое сочувствие — безусловная любовь игры к своим людям и обстановке — ведет её к совершенству». Балд назвал If Found… «важным визуальным романом», а Андриссен с сайта Destructoid признался, что опробовал самую блестящую игру в этом году.